# Squaliforma tenuis
Squaliforma tenuis är en fiskart som först beskrevs av Boeseman, 1968.  Squaliforma tenuis ingår i släktet Squaliforma och familjen Loricariidae. Inga underarter finns listade i Catalogue of Life.